# Gare de Chamonix-Mont-Blanc
Gare de Chamonix-Mont-Blanc – stacja kolejowa w Chamonix-Mont-Blanc, w departamencie Górna Sabaudia, w regionie Owernia-Rodan-Alpy, we Francji.
Jest stacją Société nationale des chemins de fer français (SNCF), obsługiwaną przez pociągi TER Rhône-Alpes.